# Honeywell

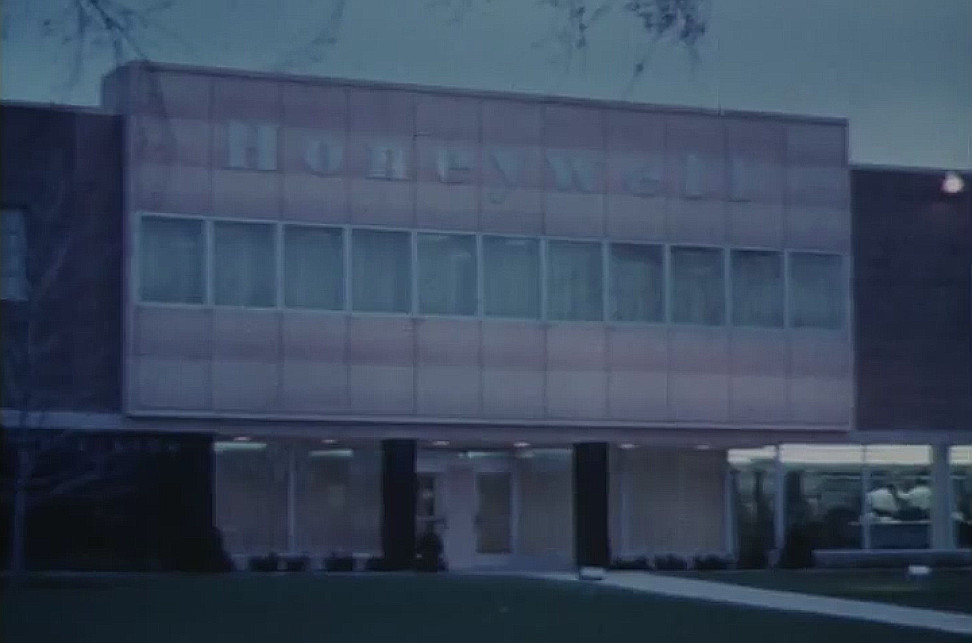
A sede da Honeywell nos anos 60.

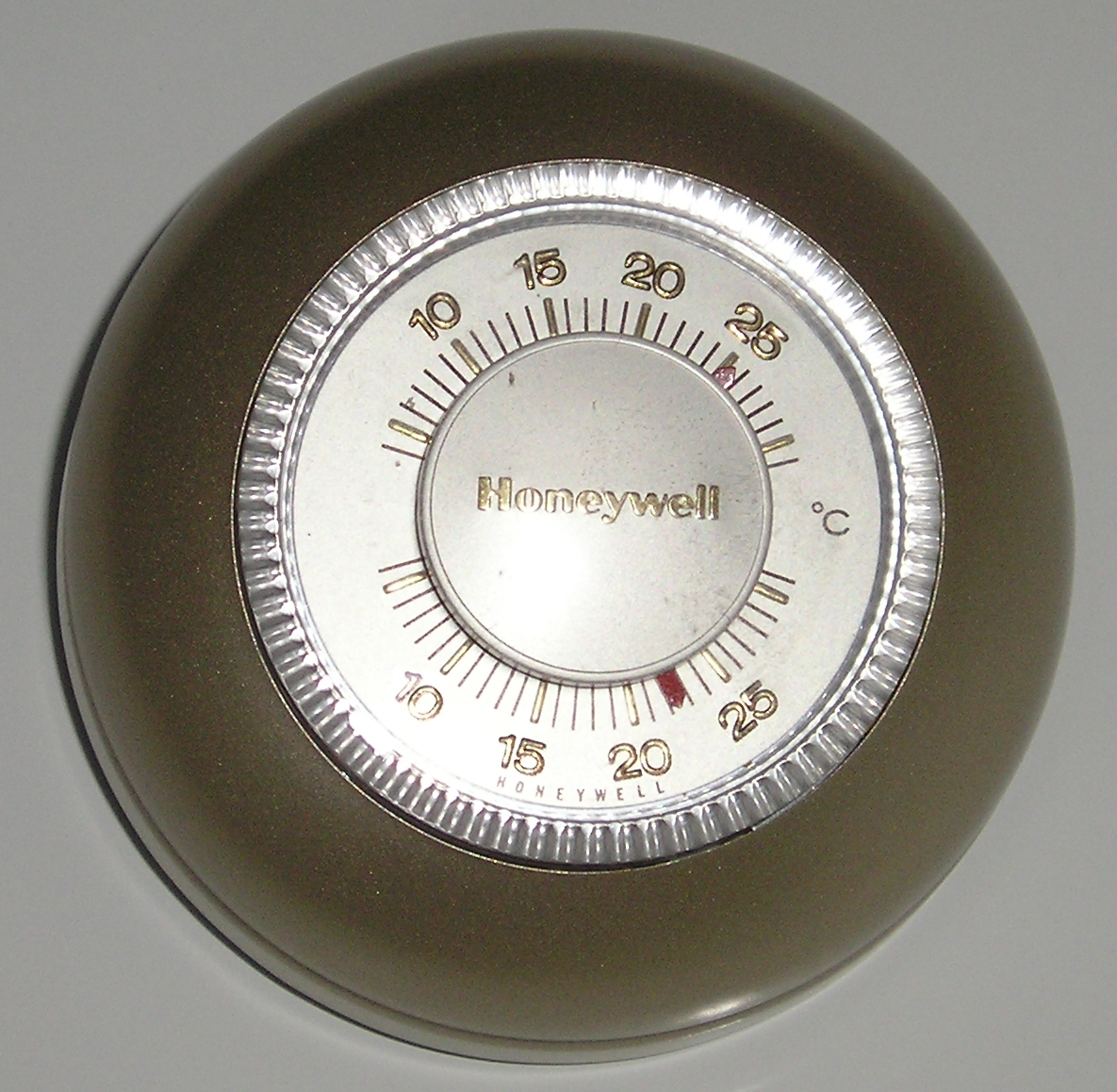
Um termostato Honeywell.

A Honeywell (NYSE: HON) é uma multinacional estadunidense que produz grande variedade de produtos de consumo, serviços de engenharia e sistemas aeroespaciais para uma ampla variedade de consumidores, de usuários domésticos a grandes corporações.
A Honeywell está na lista das 500 maiores empresas da revista Fortune, com um quadro de funcionários de cerca de 100.000 pessoas em 95 países. A sede da empresa está situada em Morristown. Seu atual CEO é David M. Cote. A empresa faz parte do grupo de indústrias que compõe o índice Dow Jones.
A Honeywell possui várias marcas que os consumidores podem reconhecer. Alguns dos produtos mais representativos estão em sua linha de termostatos e produtos para automóveis vendidos sob as marcas Prestone, Fram e Autolite.

## No Brasil
Em 2009, é criada a Honeywell Scanning & Mobility — HSM, divisão formada pelo Grupo Honeywell com a aquisição da Metrologic e da Hand Held Products, líderes em produtos para automação comercial. A empresa também atua no mercado de gás natural, tendo um percentual acionista da empresa SRI (Sociedade RMG Invel), empresa sediada na cidade de São Roque - São Paulo, atuante no mercado nacional e internacional de gás natural e tem como clientes as empresas Comgás, GÁSBRASILIANO, SULGÁS entre outros.[carece de fontes?]